# Tweede Kamerverkiezingen in het kiesdistrict Haarlem (1848-1864)
Tweede Kamerverkiezingen in het kiesdistrict Haarlem (1848-1864) geeft een overzicht van verkiezingen voor de Nederlandse Tweede Kamer in het kiesdistrict Haarlem in de periode 1848-1864.
Het kiesdistrict Haarlem werd ingesteld na de grondwetsherziening van 1848. Tot het kiesdistrict behoorden de volgende gemeenten: Bennebroek, Bergen, Berkenrode, Beverwijk, Bloemendaal, Castricum, Egmond aan Zee, Egmond-Binnen, Haarlem, Haarlemmerliede, Heemstede, Heiloo, Limmen, Schoorl, Schoten, Spaarndam, Spaarnwoude, Velsen, Wijk aan Zee en Duin, Wimmenum, Zandvoort en Zuidschalkwijk.
In 1850 werd de indeling van het kiesdistrict gewijzigd. De gemeenten Bergen, Beverwijk, Castricum, Egmond aan Zee, Egmond-Binnen, Heiloo, Limmen, Schoorl, Velsen, Wijk aan Zee en Duin en Wimmenum werden toegevoegd aan het kiesdistrict Alkmaar. Tevens werd een gedeelte van de opgeheven kiesdistricten Amsterdam V (de gemeenten Houtrijk en Polanen en Sloten) en Leiderdorp (de gemeenten Hillegom, Lisse, Noordwijk, Noordwijkerhout en Voorhout) toegevoegd aan het kiesdistrict Haarlem.
In 1858 werd de indeling van het kiesdistrict opnieuw gewijzigd. De gemeente Sloten werd toegevoegd aan het kiesdistrict Amsterdam en de gemeenten Haarlemmermeer, Hillegom, Lisse, Noordwijk, Noordwijkerhout en Voorhout aan het kiesdistrict Leiden. Tevens werd een gedeelte van het kiesdistrict Alkmaar (de gemeenten Beverwijk, Velsen en Wijk aan Zee en Duin) wederom ingedeeld bij het kiesdistrict Haarlem.
Het kiesdistrict Haarlem vaardigde in dit tijdvak per zittingsperiode één lid af naar de Tweede Kamer. 
Legenda
- cursief: in de eerste verkiezingsronde geëindigd op de eerste of tweede plaats, en geplaatst voor de tweede ronde;
- vet: gekozen als lid van de Tweede Kamer.

## 30 november 1848
De verkiezingen werden gehouden na ontbinding van de Tweede Kamer, na inwerkingtreding van de herziene grondwet.
|                  | 30 november |
| ---------------- | ----------- |
| Kiesgerechtigden | 626         |
| Opkomst          | 524         |
| Geldige stemmen  | 524         |
| Blanco stemmen   | 0           |
| Kandidaten       |             |
| W.H. van Voorst  | 449         |
| C.F. Geulger     | 14          |
| P. Elias         | 18          |
| C. Diemont       | 9           |
| J. Leijen        | 9           |

## 27 augustus 1850
De verkiezingen werden gehouden na ontbinding van de Tweede Kamer, na inwerkingtreding van de Kieswet.
|                            | 27 augustus |
| -------------------------- | ----------- |
| Kiesgerechtigden           | 1.263       |
| Opkomst                    | 761         |
| Geldige stemmen            | 760         |
| Blanco stemmen             | 0           |
| Kandidaten                 |             |
| W.H. van Voorst            | 543         |
| C. van der Tuuk            | 59          |
| A.A. del Court van Krimpen | 46          |
| M. Salvador                | 18          |

## 8 juni 1852
De verkiezingen werden gehouden vanwege de afloop van de zittingstermijn van het gekozen lid. 
|                         | 8 juni |
| ----------------------- | ------ |
| Kiesgerechtigden        | 1.307  |
| Opkomst                 | 757    |
| Geldige stemmen         | 753    |
| Blanco stemmen          | 4      |
| Kandidaten              |        |
| W.H. van Voorst         | 418    |
| H.A.A. van Berckel      | 224    |
| M. Salvador             | 84     |
| G. Groen van Prinsterer | 16     |

## 17 mei 1853
De verkiezingen werden gehouden na ontbinding van de Tweede Kamer.
|                  | 17 mei |
| ---------------- | ------ |
| Kiesgerechtigden | 1.323  |
| Opkomst          | 912    |
| Geldige stemmen  | 909    |
| Blanco stemmen   | 3      |
| Kandidaten       |        |
| W.H. van Voorst  | 575    |
| P.P. van Bosse   | 158    |
| M. Salvador      | 103    |
| W. Wijnaendts    | 56     |

## 20 oktober 1853
Willem van Voorst, gekozen bij de verkiezingen van 17 juni 1913, trad op 17 mei 1853 af vanwege zijn benoeming als president van de arrondissementsrechtbank in Haarlem. Om in de ontstane vacature te voorzien werd een tussentijdse verkiezing gehouden.
|                    | 20 oktober | 3 november |
| ------------------ | ---------- | ---------- |
| Kiesgerechtigden   | 1.323      | 1.323      |
| Opkomst            | 824        | 804        |
| Geldige stemmen    | 806        | 797        |
| Blanco stemmen     | 3          | 2          |
| Kandidaten         |            |            |
| J. Heemskerk       | 397        | 509        |
| H.A.A. van Berckel | 230        | 287        |
| M. Salvador        | 134        |            |

## 13 juni 1854
De verkiezingen werden gehouden vanwege de afloop van de zittingstermijn van het gekozen lid. 
|                    | 13 juni |
| ------------------ | ------- |
| Kiesgerechtigden   | 1.323   |
| Opkomst            | 656     |
| Geldige stemmen    | 646     |
| Blanco stemmen     | 8       |
| Kandidaten         |         |
| J. Heemskerk       | 416     |
| H.A.A. van Berckel | 159     |
| M. Salvador        | 50      |

## 8 juni 1858
De verkiezingen werden gehouden vanwege de afloop van de zittingstermijn van het gekozen lid. 
|                      | 8 juni |
| -------------------- | ------ |
| Kiesgerechtigden     | 1.566  |
| Opkomst              | 762    |
| Geldige stemmen      | 762    |
| Blanco stemmen       | 2      |
| Kandidaten           |        |
| J. Heemskerk         | 467    |
| G.L.J. van der Hucht | 229    |
| C. Diemont           | 46     |

## 10 juni 1862
De verkiezingen werden gehouden vanwege de afloop van de zittingstermijn van het gekozen lid. 
|                  | 10 juni | 24 juni |
| ---------------- | ------- | ------- |
| Kiesgerechtigden | 1.262   | 1.262   |
| Opkomst          | 731     | 855     |
| Geldige stemmen  | 728     | 850     |
| Blanco stemmen   | 1       | 3       |
| Kandidaten       |         |         |
| J.J. van Mulken  | 197     | 456     |
| F.A. van Hall    | 225     | 393     |
| J. Heemskerk     | 161     |         |
| M. Salvador      | 132     |         |

## Voortzetting
In 1864 werd het kiesdistrict Haarlem omgezet in een meervoudig kiesdistrict, waaraan gedeelten van de kiesdistricten Alkmaar (de gemeenten Assendelft, Koog aan de Zaan, Westzaan, Wormerveer, Zaandam en Zaandijk) en Leiden (de gemeente Aalsmeer) toegevoegd werden. De gemeenten Lisse, Noordwijk, Noordwijkerhout en Voorhout werden ingedeeld bij het kiesdistrict Leiden.